# Annie Ross
Pour les articles homonymes, voir Ross.
Annie Ross, nom de scène d'Annabelle Allan Short, née le 25 juillet 1930 à Mitcham (Surrey) et morte le 21 juillet 2020 à New York, est une chanteuse de jazz et actrice britannique naturalisée américaine. 
Avant de faire une carrière solo, elle est révélée par sa participation au trio de vocalese Lambert, Hendricks & Ross.

## Biographie
Née en 1930, Annie Ross est la fille des chanteurs de vaudeville écossais John et Mary Short. Arrivée aux États-Unis à l'âge de 4 ans, elle vit avec sa tante Ella Logan à Los Angeles — chanteuse de comédie musicale — et commence sa carrière dans de petits rôles dont celui de la petite sœur de Judy Garland dans Lily Mars vedette en 1943.
À la fin de la guerre, elle étudie à l'American Academy of Dramatic Arts de New York avant de partir pour Londres où elle prend le nom de scène d'Annie Ross.
Dans les années 1950, elle devient membre du trio de vocalese Lambert, Hendricks & Ross avec lequel elle sort 7 albums dont The Real Ambassadors en 1962, en collaboration avec Louis Armstrong et Dave Brubeck. Le groupe est considéré comme le groupe de vocalese le plus connu de l'histoire du jazz. En parallèle, elle sort en 1952 Twisted, la chanson la plus populaire du groupe, basée sur une improvisation faite en 1949 par le saxophoniste Wardell Gray. Elle sera reprise plus tard par Joni Mitchell puis Bette Midler et elle-même la reprendra comme chanson de fin pour le film Harry dans tous ses états de Woody Allen en 1997.
Accro à l'héroïne, elle quitte New York en 1962 et part se soigner à Londres où elle ouvre une boîte de nuit dans laquelle de nombreuses stars viendront jouer dont Nina Simone. Après avoir fait faillite, elle revient dans l'industrie du cinéma où elle obtient des petits rôles dans Superman 3 (1984), Balance maman hors du train (1988) ou encore Short Cuts (1993).
Dans ses dernières années, elle se produit sur la scène à Londres. En 2014, elle sort un dernier album hommage à Billie Holiday, To Lady With Love.
Elle meurt le 21 juillet 2020 d'un emphysème pulmonaire doublé d'une insuffisance cardiaque dans son appartement de Manhattan.

### Famille
Un de ses frères est l'acteur Jimmy Logan, l'autre le chanteur Buddy Logan.

## Distinction
- 2010 : Jazz Master par le National Endowment for the Arts[4]

## Filmographie (sélection)
- 1937 : Lily Mars vedette de Norman Taurog : Rose
- 1972 : Straight on Till Morning de Peter Collinson : Liza
- 1978 : Les Fantômes du château : Darlene Dewey (3 épisodes)
- 1978 : Send in the Girls : Velma Hardy (7 épisodes)
- 1979-1980 : Charles Endell, Esq : Dixie (6 épisodes)
- 1983 : Superman 3 de Richard Lester : Vera
- 1987 : Balance maman hors du train de Danny DeVito : Mrs. Hazeltine
- 1988 : Démoniaque Présence de Fabrizio Laurenti : Rose Brooks
- 1990 : Frère de sang 2 de Frank Henenlotter : grand-mère Ruth
- 1990 : Pump Up the Volume d'Allan Moyle : Loretta Creswood
- 1991 : Basket Case 3 de Frank Henenlotter : grand-mère Ruth
- 1992 : The Player de Robert Altman : Annie Ross
- 1993 : Short Cuts de Robert Altman : Tess Trainer
- 1994 : Blue Sky de Tony Richardson : Lydia